# 岸和田市
岸和田市（日语：／ Kishiwada shi */?）是位於日本大阪府南部的城市，現為施行時特例市；西部靠大阪灣，沿岸為以填海地為主的工業區，東部區域為和泉山脈，主要產業為紡織工業，本地的知名代表慶典為岸和田山車祭。
居住於岸和田市擁有永久居留權的外國人，只要年滿18歲，在日本國內居住滿三年以上，並在岸和田市居住超過三個月，即可擁有投票權。

## 人口
| 岸和田市人口分布圖 |                                                 |  |
| 岸和田市與日本全國年齡別人口分布比較圖 （2005年資料） | 岸和田市的年齡、男女別人口分布圖 （2005年資料） |  |
| ■紫色是岸和田市 ■綠色是全国 | ■藍色是男性 ■紅色是女性                         |  |
| 岸和田市人口變化 \| 1970年 \| 162,022人 \| \| \| 1975年 \| 174,952人 \| \| \| 1980年 \| 180,317人 \| \| \| 1985年 \| 185,731人 \| \| \| 1990年 \| 188,563人 \| \| \| 1995年 \| 194,818人 \| \| \| 2000年 \| 200,104人 \| \| \| 2005年 \| 201,000人 \| \| \| 2010年 \| 199,234人 \| \| \| 2015年 \| 194,911人 \| \| \| 2020年 \| 190,658人 \| \| |                                                 |  |
| 資料來源：日本總務省統計中心提供之人口普查數據 |                                                 |  |
| 1970年 | 162,022人                                       |  |
| 1975年 | 174,952人                                       |  |
| 1980年 | 180,317人                                       |  |
| 1985年 | 185,731人                                       |  |
| 1990年 | 188,563人                                       |  |
| 1995年 | 194,818人                                       |  |
| 2000年 | 200,104人                                       |  |
| 2005年 | 201,000人                                       |  |
| 2010年 | 199,234人                                       |  |
| 2015年 | 194,911人                                       |  |
| 2020年 | 190,658人                                       |  |

## 歷史
岸和田市大部分區域在令制國時代屬於和泉國南郡，14世紀日本南北朝時期，屬於南朝的楠木氏一族的和田高家在此名為「岸」的地方建城，最初名為「岸之城」，但後來結合地名及領主姓氏後，逐漸開始以「岸和田」稱呼此地。
15世紀後，先後由細川氏、松浦氏、三好氏入主此城；16世紀中，織田信長擊敗三好氏後，先後將此地交由織田信張和蜂屋賴隆，豐臣秀吉之後又將此地先後委派中村一氏和小出秀政，並由小出秀政建立了新的岸和田城，於江戶時代也成為岸和田藩的政治中心。小出氏後來被轉封至出石藩，岸和田一度交由三河松井氏治理，最終在1631年起由岡部氏治理，直到19世紀江戶時代結束。
在江戶時代結束時，現在的岸和田市轄區大部分區域皆為岸和田藩領地，僅在沿海區域有小部分區域為幕府直轄領，靠內陸區域小部分區域為淀藩領地。
1871年廢藩置縣後，最初屬於岸和田縣，但僅半年不到即被整併至堺縣，1881年在被整併至大阪府。
由於自江戶時代起，此地區大量栽種棉花，並發展棉花相關產業，被稱為「泉州棉」；明治時代中期，也開始設立各式工廠，以泉州綿為材料發展紡織工業。本地的企業家寺田甚與茂也趁這波發展成立了岸和田紡績，進一步發展成寺田財閥。
1889年實施町村制，現在的岸和田市範圍在當時分屬岸和田町、岸和田濱町、岸和田村、沼野村、土生鄉村、有真香村、東葛城村、山直上村、山直下村、北掃守村、八木村、南掃守村、山瀧村共13個行政區劃；1912年位於現今岸和田市主要市區部分的岸和田濱町、岸和田村、沼野村先被併入岸和田町，1922年再改制為岸和田市，為大阪府內繼大阪市和堺市後第三個設立的市級行政區劃，1942年與靠內陸側的行政區劃整併為新的岸和田市，1948年山瀧村也被併入，形成現在的岸和田市轄區。
2000年日本開始設立特例市制度後，於2002年成為特例市；但在2015年特例市制度遭到日本政府廢除，岸和田市政府原計算再升格為中核市，但由於人口減少且財政困難，現已放棄升格為中核市。

### 變遷表
| 1889年4月1日 | 1889年 - 1926年             | 1889年 - 1926年        | 1926年 - 1944年                 | 1926年 - 1944年           | 1926年 - 1944年       | 1945年 - 1954年           | 1955年 - 1988年 | 1989年 - 現在 | 現在     |
| ------------ | --------------------------- | ---------------------- | ------------------------------- | ------------------------- | --------------------- | ------------------------- | --------------- | ------------- | -------- |
| 山直上村     | 山直上村                    | 山直上村               | 1935年7月1日 山直町             | 1935年7月1日 山直町       | 1942年4月1日 岸和田市 | 1942年4月1日 岸和田市     | 岸和田市        | 岸和田市      | 岸和田市 |
| 山直下村     |                             |                        | 1935年7月1日 山直町             | 1935年7月1日 山直町       | 1942年4月1日 岸和田市 | 1942年4月1日 岸和田市     | 岸和田市        | 岸和田市      | 岸和田市 |
| 南掃守村     |                             |                        |                                 |                           | 1942年4月1日 岸和田市 | 1942年4月1日 岸和田市     | 岸和田市        | 岸和田市      | 岸和田市 |
| 八木村       | 八木村                      | 八木村                 | 八木村                          | 1937年2月21日 春木町      | 1942年4月1日 岸和田市 | 1942年4月1日 岸和田市     | 岸和田市        | 岸和田市      | 岸和田市 |
| 北掃守村     | 北掃守村                    | 北掃守村               | 1928年4月1日 改制並更名為春木町 | 1937年2月21日 春木町      | 1942年4月1日 岸和田市 | 1942年4月1日 岸和田市     | 岸和田市        | 岸和田市      | 岸和田市 |
| 岸和田町     | 1912年1月1日 合併為岸和田町 | 1922年11月1日 岸和田市 | 1922年11月1日 岸和田市          | 1922年11月1日 岸和田市    | 1942年4月1日 岸和田市 | 1942年4月1日 岸和田市     | 岸和田市        | 岸和田市      | 岸和田市 |
| 岸和田濱町   | 1912年1月1日 合併為岸和田町 | 1922年11月1日 岸和田市 | 1922年11月1日 岸和田市          | 1922年11月1日 岸和田市    | 1942年4月1日 岸和田市 | 1942年4月1日 岸和田市     | 岸和田市        | 岸和田市      | 岸和田市 |
| 岸和田村     | 1912年1月1日 合併為岸和田町 | 1922年11月1日 岸和田市 | 1922年11月1日 岸和田市          | 1922年11月1日 岸和田市    | 1942年4月1日 岸和田市 | 1942年4月1日 岸和田市     | 岸和田市        | 岸和田市      | 岸和田市 |
| 沼野村       | 1912年1月1日 合併為岸和田町 | 1922年11月1日 岸和田市 | 1922年11月1日 岸和田市          | 1922年11月1日 岸和田市    | 1942年4月1日 岸和田市 | 1942年4月1日 岸和田市     | 岸和田市        | 岸和田市      | 岸和田市 |
| 土生鄉村     | 土生鄉村                    | 土生鄉村               | 土生鄉村                        | 1938年3月3日 併入岸和田市 | 1942年4月1日 岸和田市 | 1942年4月1日 岸和田市     | 岸和田市        | 岸和田市      | 岸和田市 |
| 有真香村     | 有真香村                    | 有真香村               | 有真香村                        | 1940年6月1日 併入岸和田市 | 1942年4月1日 岸和田市 | 1942年4月1日 岸和田市     | 岸和田市        | 岸和田市      | 岸和田市 |
| 東葛城村     |                             |                        |                                 | 1940年6月1日 併入岸和田市 | 1942年4月1日 岸和田市 | 1942年4月1日 岸和田市     | 岸和田市        | 岸和田市      | 岸和田市 |
| 山泷村       | 山泷村                      | 山泷村                 | 山泷村                          | 山泷村                    | 山泷村                | 1948年4月1日 并入岸和田市 | 岸和田市        | 岸和田市      | 岸和田市 |

## 交通

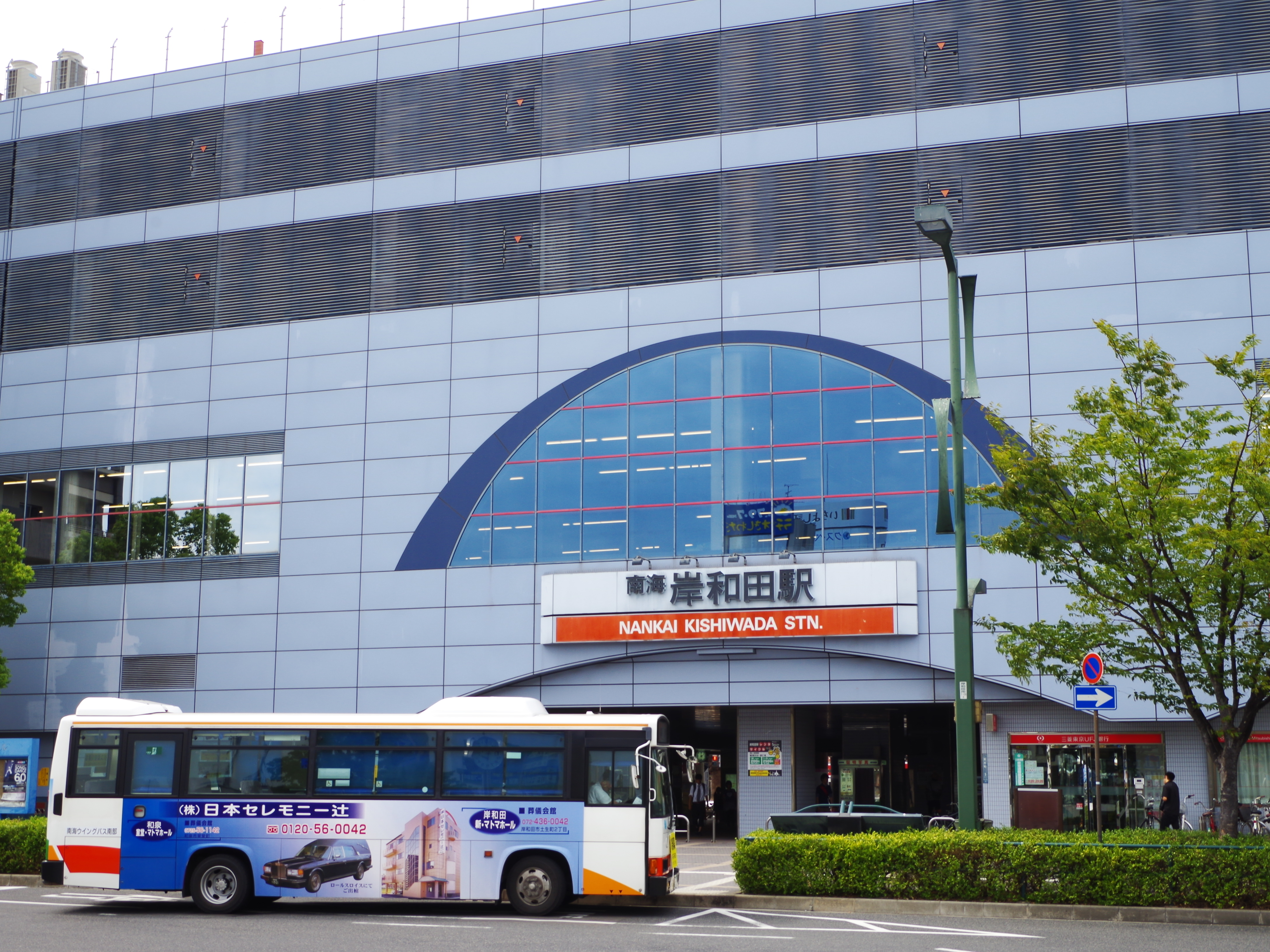
岸和田車站

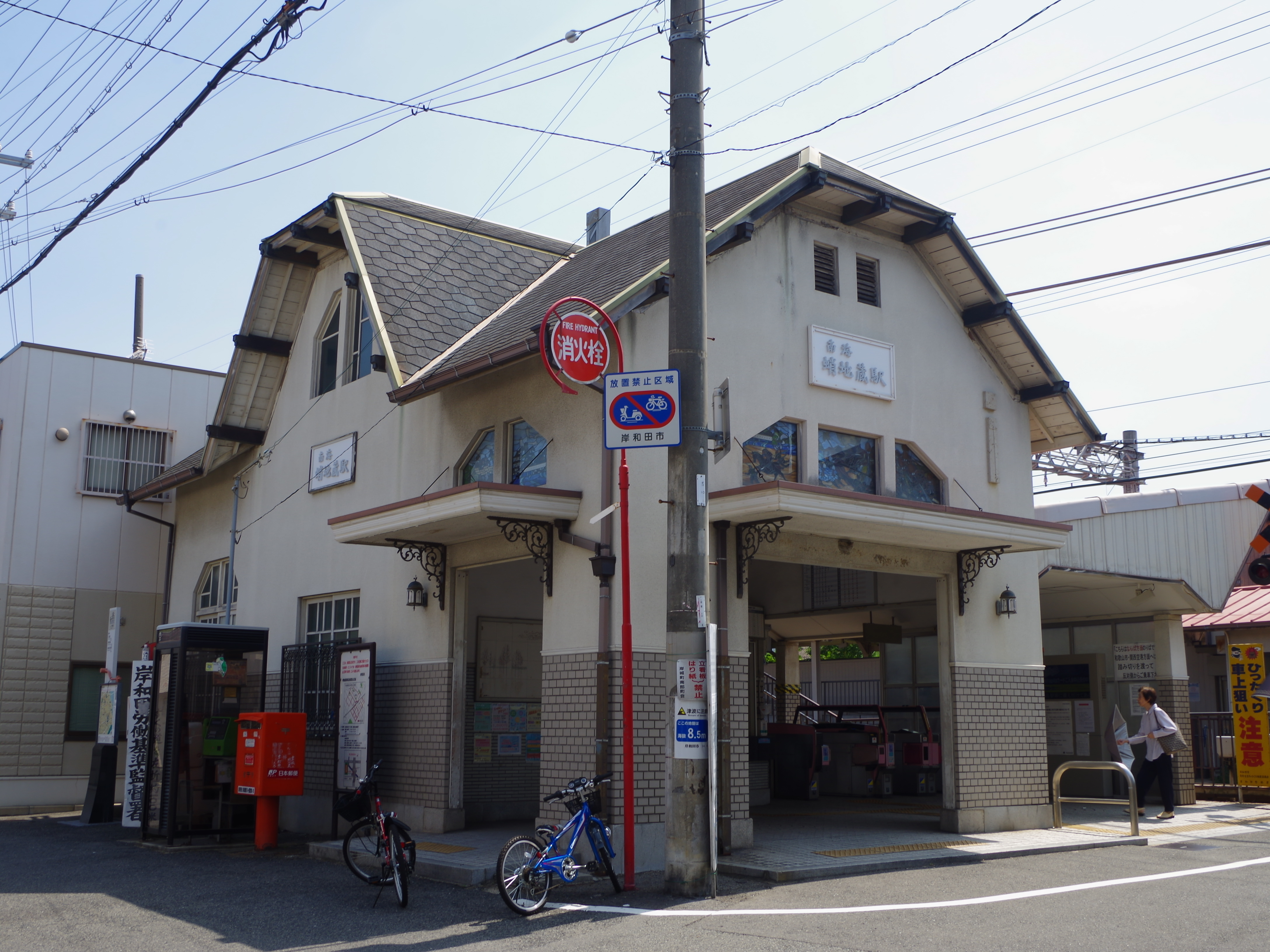
蛸地藏車站

轄內主要鐵路車站為南海電氣鐵道南海本線的岸和田車站和西日本旅客鐵道阪和線東岸和田車站，南海本線和阪和線兩條路線皆以南北向通過轄內靠海的主要市區，往北可進入堺市和大阪市市區，往南可接和歌山線及關西國際機場；但轄內中部及西部區域則無鐵路通過。

### 鐵路
- 西日本旅客鐵道
  -  阪和線：（←忠岡町） - 久米田車站 - 下松車站 - 東岸和田車站 - （貝塚市→）
- 南海電氣鐵道
  -  南海本線：（←忠岡町） - 春木車站 - 和泉大宮車站 - 岸和田車站 - 蛸地藏車站 - （貝塚市→）

### 公路
高速道路
- 阪和自動車道：（和泉市） - 岸和田和泉交流道 - 岸和田服務區 - （貝塚市）
- 阪神高速4號灣岸線：（忠岡町） - 岸和田北出入口（日语：岸和田北出入口） - 岸和田南出入口（日语：岸和田南出入口） - （貝塚市）

## 觀光資源
岸和田山車祭為轄內最知名的慶典活動，起源於1703年，最初為當時岸和田藩主在岸和田城內祈求豐收的活動，歷經300年演變為現在各神社以山車形式的慶典，毎年在這兩日的慶典活動中，約有60萬名觀光客至此。
岸和田城則是過去岸和田藩藩主的居城，也是此地過去的政治中心，建於1597年，其庭園現已被列為日本指定名勝。

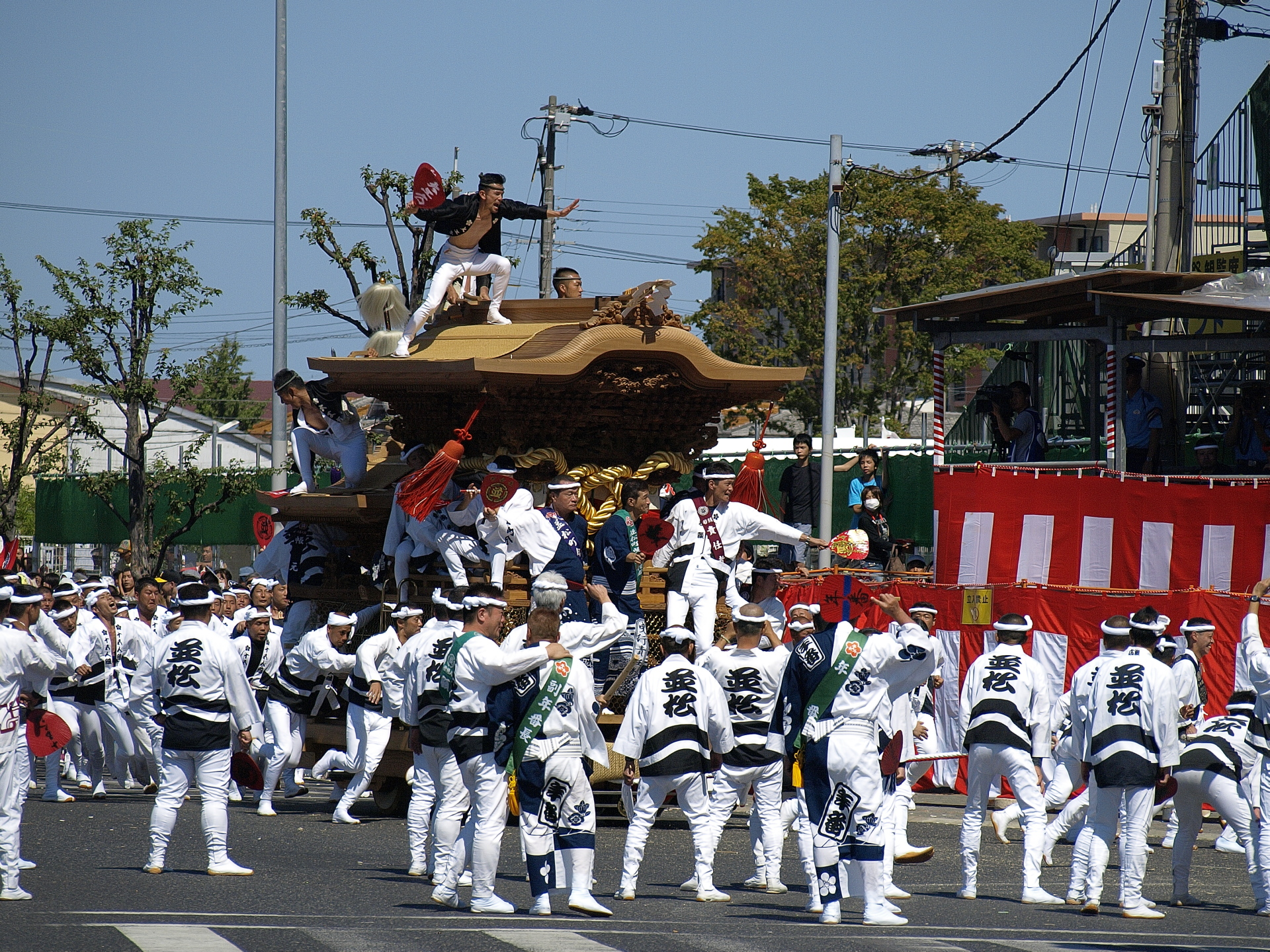
岸和田山車祭
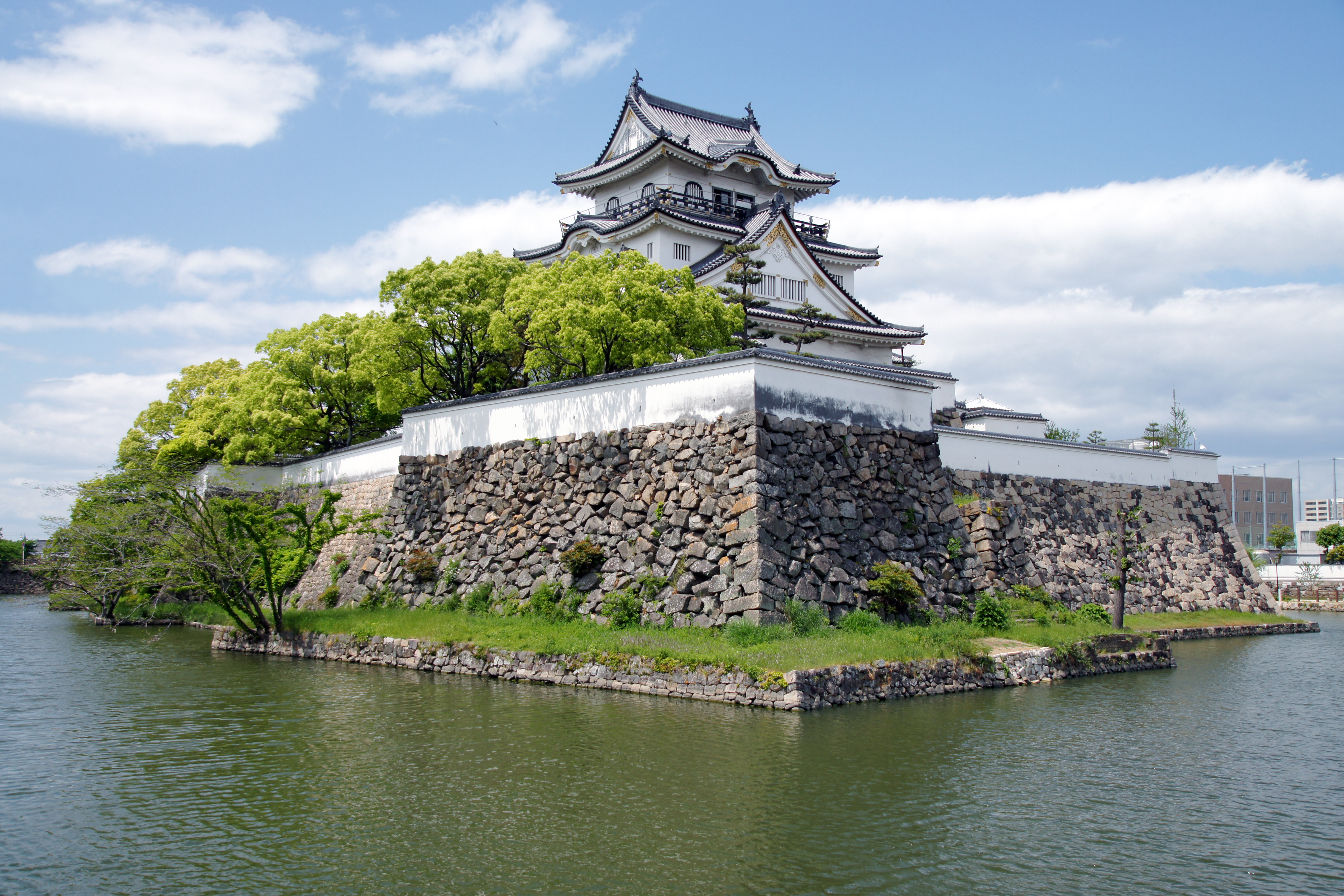
岸和田城
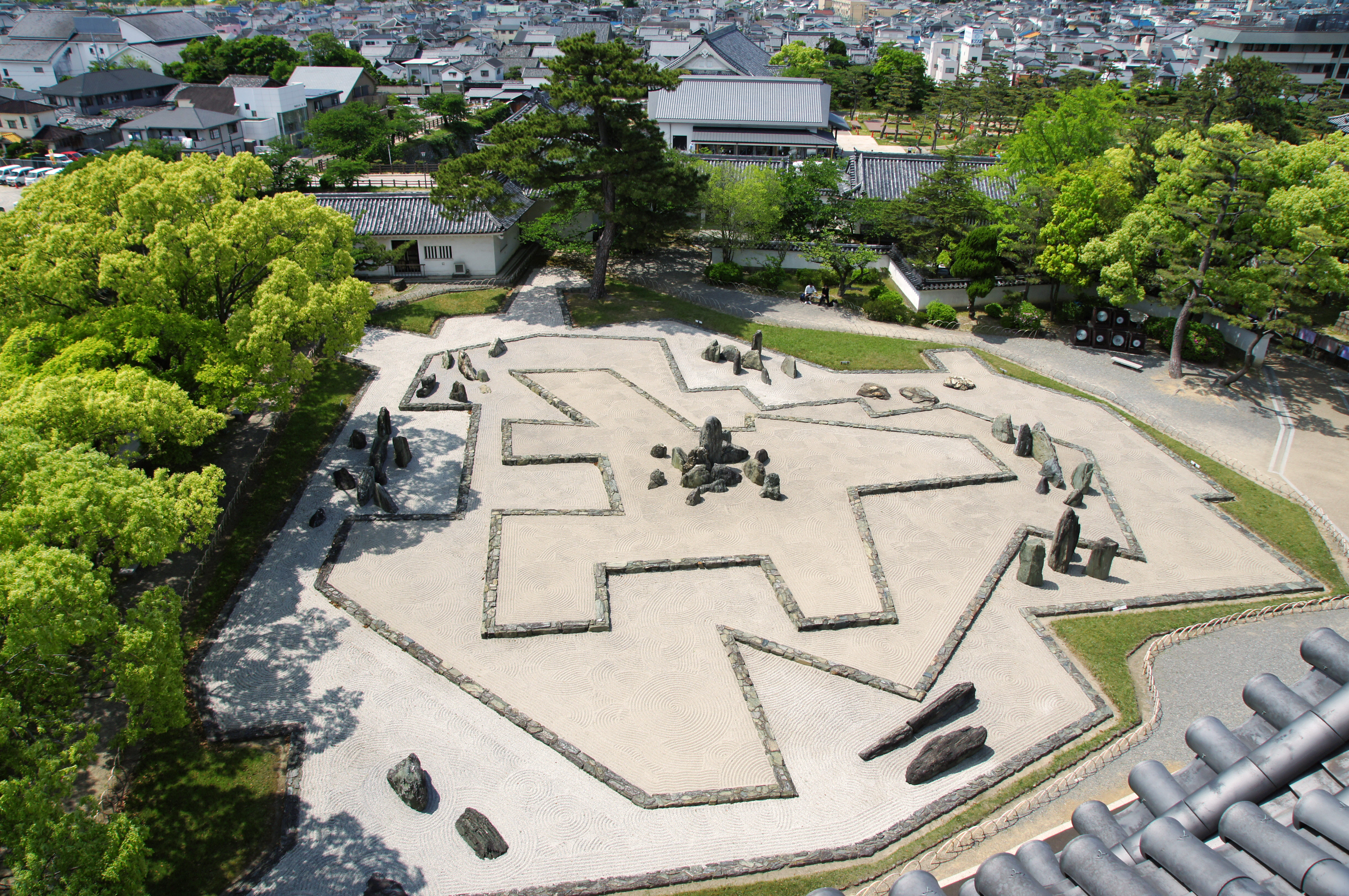
岸和田城庭園「八陣之庭」

## 教育

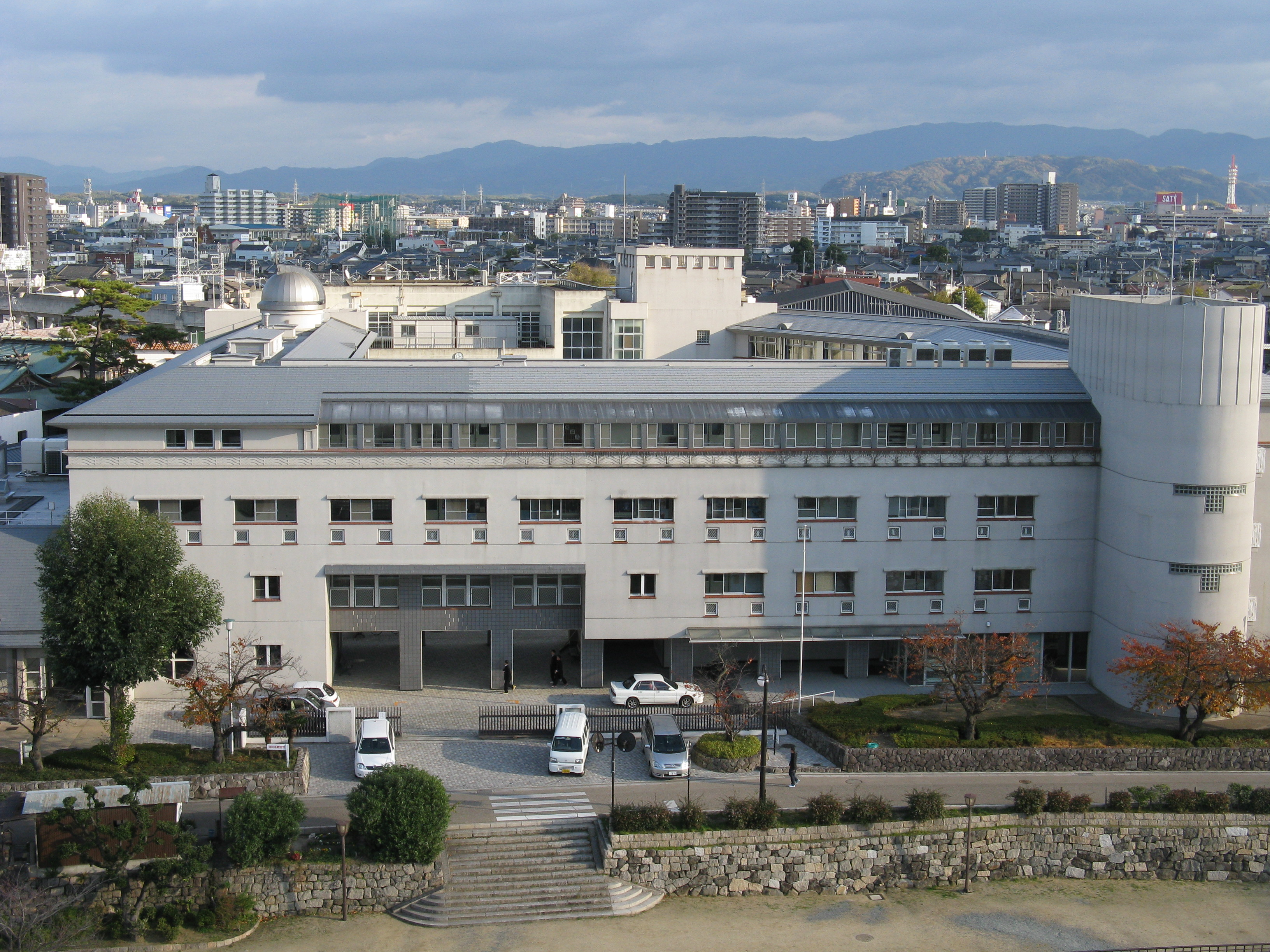
岸和田高等學校

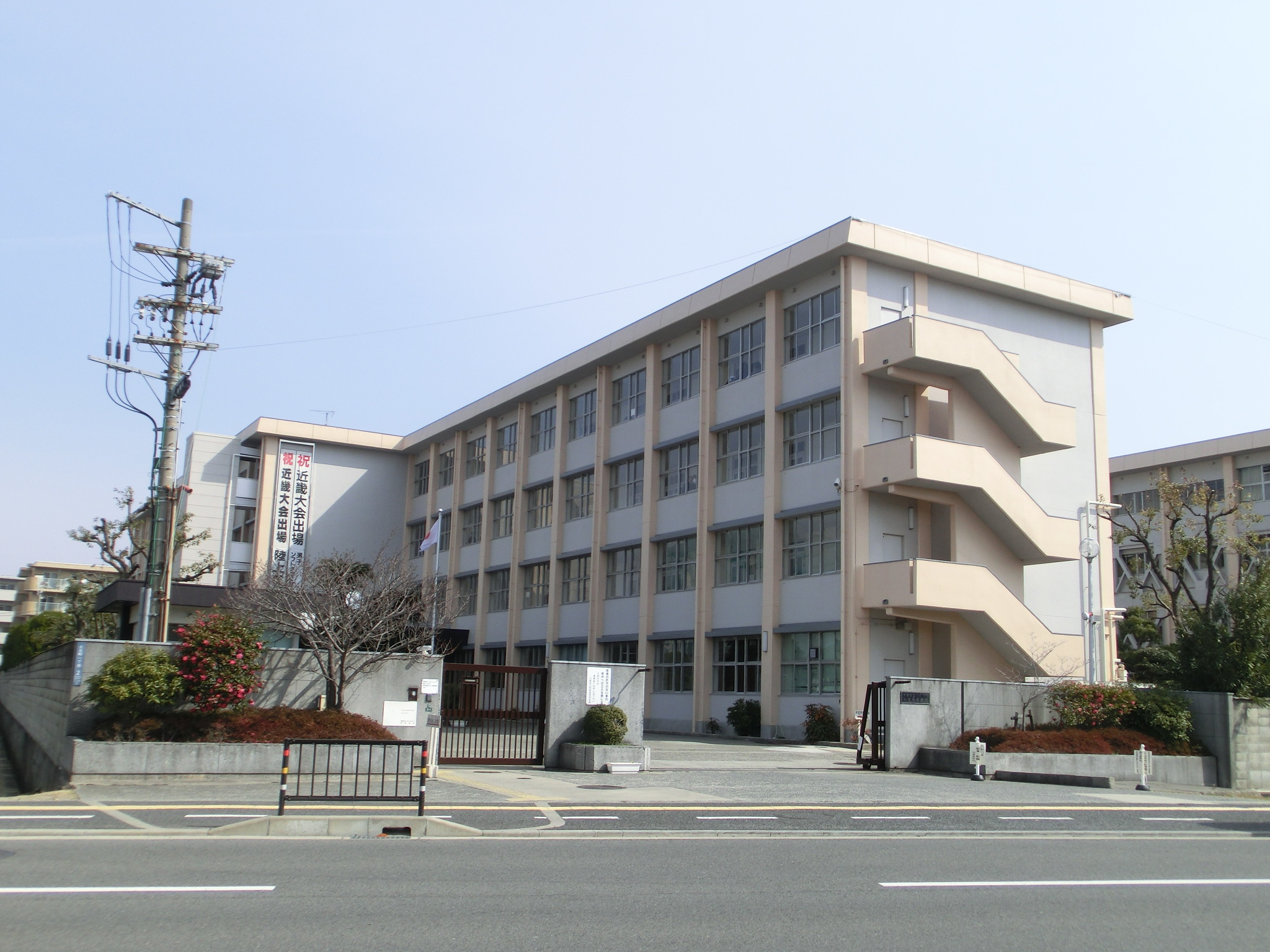
和泉高等學校

由於岸和田市為大阪府南部的主要城市，轄內多所高中擁有超過百年的歷史。
大阪府立岸和田高等學校前身為成立於1897年的「大阪府第六尋常中學校」，為大阪府轄下第六所成立的舊制中學校，甚至最初學校是設於岸和田城內。
大阪府立和泉高等學校的前身為成立於1901年的「泉南郡立泉南高等女學校」，為大阪府轄下第四所成立的舊制高等女學校，最初也曾借用岸和田城建築上課。
轄內唯一的市立高中岸和田市立產業高等學校前身為成立於1907年的「思成會附屬私立岸和田實業補習學校」，在1934年改由岸和田市政府接手經營成為公立學校。

## 姊妹、友好城市

### 日本
- 小田原市（神奈川縣）
於1968年締結為交流都市

### 海外
- 汕頭市 （中國廣東省）
於1990年締結為友好都市
- 南旧金山（美國加利福尼亚州聖馬刁郡）
於1992年締結為姊妹都市

## 本地出身之名人
- 稻船敬二：遊戲設計師
- 大野愛果：作曲家、歌手
- 岡根直哉（日语：岡根直哉）：足球選手
- 川崎亞沙美：演員、職業摔角選手
- 霧矢大夢：演員
- 清原和博：棒球選手
- 小篠綾子：時裝設計師
- 初瀨亮：足球選手
- 福田聰志：棒球選手
- 松原美紀：歌手、作曲家
- 藪田安彥：棒球選手
- 山本草太：花式滑冰選手
- 渡瀨悠宇：漫畫家

## 外部連結
- （日語） 岸和田市政府的Facebook專頁
- （日語） 岸和田市政府的X（前Twitter）
- OpenStreetMap上有關岸和田市的地理